# Chilenophilus wellingtonus
Chilenophilus wellingtonus är en mångfotingart som beskrevs av Chamberlin 1962. Chilenophilus wellingtonus ingår i släktet Chilenophilus och familjen storjordkrypare. Inga underarter finns listade i Catalogue of Life.